# Leurus vaporus
Leurus vaporus là một loài tò vò trong họ Ichneumonidae.